# برومازپام
برومازپام (به انگلیسی: Bromazepam)، که با بسیاری از نام‌های تجاری فروخته می‌شود، یک بنزودیازپین است. این ماده عمدتاً یک عامل ضد اضطراب با عوارض جانبی مشابه دیازپام (والیوم) است. علاوه بر این که برای درمان اضطراب یا اختلال ترس استفاده می‌شود، ممکن است از آن به عنوان پیش‌درمان قبل از جراحی‌های جزئی استفاده شود. برومازپام به‌طور معمول در دوزهای ۳ و ۶ میلی‌گرم به صورت قرص وجود دارد.
این دارو در سال ۱۹۶۱ توسط هوفمان-لا روش ثبت اختراع شد و در سال ۱۹۷۴ برای استفاده پزشکی تأیید شد.

## عوارض جانبی
برومازپام از نظر عوارض جانبی مشابه سایر بنزودیازپین‌ها است. شایع‌ترین عوارض جانبی گزارش‌شده عبارتند از: خواب‌آلودگی، تسکین، آتاکسی، اختلال حافظه و سرگیجه است. اختلال در عملکردهای حافظه با برومازپام رایج است و شامل کاهش حافظه کاری و کاهش توانایی پردازش اطلاعات محیطی است. آزمایشی در سال ۱۹۷۵ بر روی دانشجویان مرد سالم که اثرات چهار داروی مختلف بر ظرفیت یادگیری را بررسی می‌کرد، نشان داد که مصرف برومازپام به تنهایی با دوز ۶ میلی‌گرم ۳ بار در روز به مدت ۲ هفته به‌طور قابل‌توجهی ظرفیت یادگیری را مختل می‌کند. در ترکیب با الکل، اختلال در ظرفیت یادگیری حتی بیشتر می‌شود. مطالعات مختلف اختلال در حافظه، پردازش اطلاعات بصری و حسی و اختلال در عملکرد روان‌حرکتی را گزارش می‌کنند، که می‌تواند مهارت‌های رانندگی را مختل کند، و باعث خواب‌آلودگی و کاهش لیبیدو شود. با این حال، بی‌ثباتی پس از مصرف برومازپام نسبت به سایر بنزودیازپین‌ها مانند لورازپام کمتر مشخص است.
در مواردی، بنزودیازپین‌ها می‌توانند تغییرات شدیدی را در حافظه ایجاد کنند، مانند فراموشی پیشرونده و اتوماسیون فراموشی، که ممکن است پیامدهای پزشکی و حقوقی داشته باشد. چنین واکنش‌هایی معمولاً فقط در انتهای دوزهای بالاتر رخ می‌دهند.
به ندرت، دیستونی می‌تواند ایجاد شود.
حدود ۳۰ درصد از اشخاصی که به صورت طولانی مدت تحت درمان این دارو قرار می‌گیرند، نوعی وابستگی به آن ایجاد می‌کنند، یعنی این بیماران نمی‌توانند دارو را بدون تجربه علائم فیزیکی و/یا روانی بنزودیازپین ترک کنند.
لکوپنی و آسیب کبدی از نوع کلستاتیک با یا بدون زردی (ایکتروس) نیز مشاهده شده‌است. سازنده اصلی شرکت هوفمان-لا روش توصیه می‌کند که معاینات آزمایشگاهی منظم به‌طور معمول انجام شوند.
به بیماران سرپایی باید هشدار داده شود که برومازپام ممکن است توانایی رانندگی وسایل نقلیه و کار با ماشین‌آلات را مختل کند. این اختلال با مصرف الکل بدتر می‌شود، زیرا هر دو به عنوان مضعف‌کننده سیستم عصبی مرکزی عمل می‌کنند. در طول دوره درمانی، معمولاً تحمل اثر آرام‌بخش ایجاد می‌شود.

### فراوانی و شدت عوارض جانبی
مانند تمام داروها، فراوانی و شدت عوارض جانبی بسته به مقدار مصرف‌شده بسیار متفاوت است. در مطالعه‌ای در مورد اثرات منفی برومازپام بر مهارت‌های روان‌حرکتی و توانایی رانندگی، اشاره شد که دوزهای ۳ میلی‌گرمی کمترین اختلال را ایجاد می‌کنند. همچنین به نظر می‌رسد که اختلال ممکن است بیشتر به روش‌های آزمایش مرتبط باشد تا فعالیت ذاتی محصول.
علاوه بر این، به نظر می‌رسد عوارض جانبی غیر از خواب‌آلودگی، سرگیجه و آتاکسی نادر باشند، و فقط از سوی چند درصد کوچک از اشخاص تجربه شده‌است. به مقایسه با داروهای مشابه، نمایه عوارض جانبی «متوسط» را برای این دارو نشان می‌دهد.

### قدرت تحمل، وابستگی و کناره‌گیری
مصرف طولانی‌مدت برومازپام می‌تواند باعث افزایش قدرت تحمل شود و ممکن است منجر به وابستگی جسمی و روانی به دارو شود؛ از اینرو این دارو تحت کنترل قوانین بین‌المللی قرار دارد. با این وجود، توجه به این نکته مهم است که وابستگی، استفاده طولانی‌مدت و سوءاستفاده در تعداد کمی از موارد رخ می‌دهد، و نشان‌دهندهٔ تجربهٔ اکثر بیماران با این نوع دارو نیست.
مخلوط‌کردن با سایر بنزودیازپین‌ها خطر سوءاستفاده، وابستگی روانی یا فیزیکی را افزایش می‌دهد. مطالعه‌ای در مورد ترک این دارو، هم وابستگی روانی و هم وابستگی جسمی به برومازپام را نشان داده‌است که شامل اثر بازگشتی قابل‌توجه اضطراب پس از ۴ هفته مصرف مزمن بوده‌است. کسانی که دوز آنها به تدریج کاهش یافت، هیچ مشکلی با کناره‌گیری نداشته‌اند.
بیمارانی که به‌دلیل «اختلال‌های اضطراب فراگیر» تحت درمان با برومازپام قرار دارند، علائم ترک مانند بدتر شدن اضطراب، و همچنین بروز علائم ترک فیزیکی را در صورت قطع ناگهانی برومازپام تجربه می‌کنند. قطع ناگهانی یا بیش از حد سریع برومازپام پس از مصرف مزمن حتی در دوزهای تجویز شده درمانی می‌تواند منجر به سندرم ترک شدید از جمله وضعیت بحران صرعی و وضعیتی شبیه هذیان خمری شود.
مطالعات روی حیوانات نشان داده‌است که تجویز مزمن دیازپام (یا برومازپام) باعث کاهش فعالیت اعضای حرکتی، کاهش گردش نوراپی‌نفرین، دوپامین و سروتونین، افزایش فعالیت تیروزین هیدروکسیلاز و افزایش سطح کاتکول آمین‌ها می‌شود. در طول قطع برومازپام یا دیازپام، کاهش تریپتوفان، در سطح سروتونین به عنوان بخشی از سندرم ترک بنزودیازپین رخ می‌دهد. تغییرات در سطوح این مواد شیمیایی در مغز می‌تواند باعث سردرد، اضطراب، تنش، افسردگی، بی‌خوابی، بی‌قراری، گیجی، تحریک‌پذیری، تعریق، ملال، سرگیجه، مسخ واقعیت، مسخ شخصیت، بی‌حسی/گزگز اندام‌ها، حساسیت مفرط به نور، صدا، و بویایی، تحریف ادراکی، تهوع، استفراغ، اسهال، کاهش اشتها، توهم، هذیان، تشنج، لرزش، گرفتگی معده، درد ماهیچه، بی‌قراری، تپش قلب، تاکی کاردی، حملات پانیک، از دست‌دادن حافظه کوتاه‌مدت، و هیپرترمی شود.

## سنتز

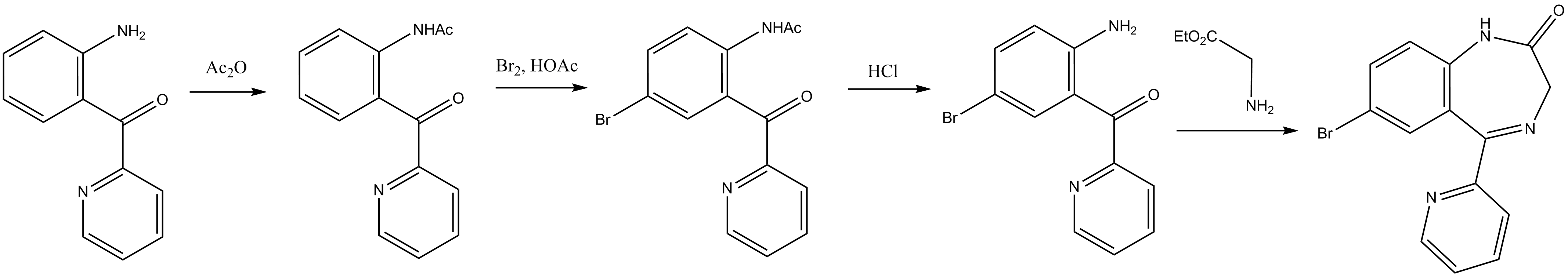
سنتز برومازپام.